# Thirty Seconds to Mars/Diskografie
Diese Diskografie ist eine Übersicht über die musikalischen Werke der US-amerikanischen Alternative-Musikgruppe Thirty Seconds to Mars. Den Quellenangaben und Schallplattenauszeichnungen zufolge hat sie bisher mehr als 12,4 Millionen Tonträger verkauft, davon alleine in ihrer Heimat über 4,7 Millionen. Ihre erfolgreichste Veröffentlichung ist das Album A Beautiful Lie mit mehr als 3,5 Millionen verkauften Einheiten.

## Alben

### Studioalben
| Jahr | Titel Musiklabel                                                   | Höchstplatzierung, Gesamtwochen, AuszeichnungChartplatzierungen (Jahr, Titel, Musiklabel, Platzierungen, Wochen, Auszeichnungen, Anmerkungen) | Höchstplatzierung, Gesamtwochen, AuszeichnungChartplatzierungen (Jahr, Titel, Musiklabel, Platzierungen, Wochen, Auszeichnungen, Anmerkungen) | Höchstplatzierung, Gesamtwochen, AuszeichnungChartplatzierungen (Jahr, Titel, Musiklabel, Platzierungen, Wochen, Auszeichnungen, Anmerkungen) | Höchstplatzierung, Gesamtwochen, AuszeichnungChartplatzierungen (Jahr, Titel, Musiklabel, Platzierungen, Wochen, Auszeichnungen, Anmerkungen) | Höchstplatzierung, Gesamtwochen, AuszeichnungChartplatzierungen (Jahr, Titel, Musiklabel, Platzierungen, Wochen, Auszeichnungen, Anmerkungen) | Anmerkungen                                                  |
| Jahr | Titel Musiklabel                                                   | DE | AT | CH | UK | US | Anmerkungen                                                  |
| ---- | ------------------------------------------------------------------ | --- | --- | --- | --- | --- | ------------------------------------------------------------ |
| 2002 | 30 Seconds to Mars Virgin Records                                  | — | — | — | UK— SilberUK | US107 (4 Wo.)US | Erstveröffentlichung: 27. August 2002 Verkäufe: + 2.000.000  |
| 2005 | A Beautiful Lie Virgin Records                                     | DE30 Platin · (21 Wo.)DE | AT10 (27 Wo.)AT | CH49 (5 Wo.)CH | UK38 Platin · (24 Wo.)UK | US36 Platin · (74 Wo.)US | Erstveröffentlichung: 16. August 2005 Verkäufe: + 3.500.000  |
| 2009 | This Is War Virgin Records                                         | DE12 Platin · (62 Wo.)DE | AT8 Gold · (58 Wo.)AT | CH20 (29 Wo.)CH | UK15 Platin · (57 Wo.)UK | US18 Gold · (47 Wo.)US | Erstveröffentlichung: 4. Dezember 2009 Verkäufe: + 1.230.000 |
| 2013 | Love Lust Faith + Dreams Virgin Records                            | DE3 Gold · (22 Wo.)DE | AT3 Gold · (22 Wo.)AT | CH5 (14 Wo.)CH | UK5 Gold · (11 Wo.)UK | US6 (21 Wo.)US | Erstveröffentlichung: 17. Mai 2013 Verkäufe: + 272.500       |
| 2018 | America Interscope Records                                         | DE1 (11 Wo.)DE | AT1 (7 Wo.)AT | CH2 (6 Wo.)CH | UK4 (3 Wo.)UK | US2 (4 Wo.)US | Erstveröffentlichung: 6. April 2018                          |
| 2023 | It’s the End of the World but It’s a Beautiful Day Concord Records | DE16 (2 Wo.)DE | AT17 (1 Wo.)AT | CH7 (2 Wo.)CH | UK20 (1 Wo.)UK | US76 (1 Wo.)US | Erstveröffentlichung: 15. September 2023                     |

### EPs
| Jahr | Titel Musiklabel                                 | Höchstplatzierung, Gesamtwochen, AuszeichnungChartplatzierungen (Jahr, Titel, Musiklabel, Platzierungen, Wochen, Auszeichnungen, Anmerkungen) | Höchstplatzierung, Gesamtwochen, AuszeichnungChartplatzierungen (Jahr, Titel, Musiklabel, Platzierungen, Wochen, Auszeichnungen, Anmerkungen) | Höchstplatzierung, Gesamtwochen, AuszeichnungChartplatzierungen (Jahr, Titel, Musiklabel, Platzierungen, Wochen, Auszeichnungen, Anmerkungen) | Höchstplatzierung, Gesamtwochen, AuszeichnungChartplatzierungen (Jahr, Titel, Musiklabel, Platzierungen, Wochen, Auszeichnungen, Anmerkungen) | Höchstplatzierung, Gesamtwochen, AuszeichnungChartplatzierungen (Jahr, Titel, Musiklabel, Platzierungen, Wochen, Auszeichnungen, Anmerkungen) | Anmerkungen                           |
| Jahr | Titel Musiklabel                                 | DE | AT | CH | UK | US | Anmerkungen                           |
| ---- | ------------------------------------------------ | --- | --- | --- | --- | --- | ------------------------------------- |
| 2011 | MTV Unplugged: 30 Seconds to Mars Virgin Records | — | — | — | — | US76 (1 Wo.)US | Erstveröffentlichung: 19. August 2011 |

Weitere EPs
- 2007: AOL Sessions Undercover
- 2008: To the Edge of the Earth

## Singles
| Jahr | Titel Album                                                    | Höchstplatzierung, Gesamtwochen, AuszeichnungChartplatzierungen (Jahr, Titel, Album, Platzierungen, Wochen, Auszeichnungen, Anmerkungen) | Höchstplatzierung, Gesamtwochen, AuszeichnungChartplatzierungen (Jahr, Titel, Album, Platzierungen, Wochen, Auszeichnungen, Anmerkungen) | Höchstplatzierung, Gesamtwochen, AuszeichnungChartplatzierungen (Jahr, Titel, Album, Platzierungen, Wochen, Auszeichnungen, Anmerkungen) | Höchstplatzierung, Gesamtwochen, AuszeichnungChartplatzierungen (Jahr, Titel, Album, Platzierungen, Wochen, Auszeichnungen, Anmerkungen) | Höchstplatzierung, Gesamtwochen, AuszeichnungChartplatzierungen (Jahr, Titel, Album, Platzierungen, Wochen, Auszeichnungen, Anmerkungen) | Anmerkungen                                                 |
| Jahr | Titel Album                                                    | DE | AT | CH | UK | US | Anmerkungen                                                 |
| --- | -------------------------------------------------------------- | --- | --- | --- | --- | --- | ----------------------------------------------------------- |
| 2006 | The Kill (Bury Me) A Beautiful Lie                             | DE36 Gold · (12 Wo.)DE | AT39 (8 Wo.)AT | CH52 (1 Wo.)CH | UK28 Platin · (12 Wo.)UK | US65 ×2Doppelplatin · (20 Wo.)US | Erstveröffentlichung: 24. Januar 2006 Verkäufe: + 2.890.000 |
| 2006 | From Yesterday A Beautiful Lie                                 | DE72 (3 Wo.)DE | AT53 (2 Wo.)AT | — | UK37 (4 Wo.)UK | US76 (8 Wo.)US | Erstveröffentlichung: 7. November 2006 Verkäufe: + 7.500    |
| 2007 | A Beautiful Lie                                                | DE92 (1 Wo.)DE | — | — | — | — | Erstveröffentlichung: 17. Dezember 2007                     |
| 2009 | Kings and Queens This Is War                                   | DE39 (9 Wo.)DE | AT35 (10 Wo.)AT | — | UK28 Gold · (19 Wo.)UK | US82 (5 Wo.)US | Erstveröffentlichung: 13. Oktober 2009 Verkäufe: + 437.500  |
| 2010 | This Is War                                                    | DE79 (2 Wo.)DE | AT73 (1 Wo.)AT | — | UK51 Silber · (4 Wo.)UK | US72 Gold · (1 Wo.)US | Erstveröffentlichung: 26. März 2010 Verkäufe: + 730.000     |
| 2010 | Closer to the Edge This Is War                                 | DE26 Gold · (25 Wo.)DE | AT20 (18 Wo.)AT | CH61 (5 Wo.)CH | UK44 Silber · (9 Wo.)UK | US99 (1 Wo.)US | Erstveröffentlichung: 21. Juni 2010 Verkäufe: + 432.500     |
| 2010 | Hurricane 2.0 This Is War (Deluxe Edition)                     | DE45 (12 Wo.)DE | — | — | — | — | Erstveröffentlichung: 3. Dezember 2010 feat. Kanye West     |
| 2013 | Up in the Air Love Lust Faith + Dreams                         | DE47 (13 Wo.)DE | AT45 (5 Wo.)AT | — | UK45 (2 Wo.)UK | — | Erstveröffentlichung: 19. März 2013 Verkäufe: + 30.000      |
| 2013 | Do or Die Love Lust Faith + Dreams                             | — | AT75 (1 Wo.)AT | — | — | — | Erstveröffentlichung: 16. August 2013                       |
| 2013 | City of Angels Love Lust Faith + Dreams                        | DE92 (1 Wo.)DE | — | — | — | — | Erstveröffentlichung: 22. November 2013 Verkäufe: + 30.000  |
| 2017 | Walk on Water America                                          | DE84 Gold · (1 Wo.)DE | AT38 (14 Wo.)AT | CH63 (10 Wo.)CH | UK87 (1 Wo.)UK | US— GoldUS | Erstveröffentlichung: 22. August 2017 Verkäufe: + 760.000   |
| 2018 | Dangerous Night America                                        | DE78 (1 Wo.)DE | AT53 (1 Wo.)AT | CH66 (1 Wo.)CH | — | — | Erstveröffentlichung: 25. Januar 2018 Verkäufe: + 25.000    |
| 2023 | Seasons It’s the End of the World but It’s a Beautiful Day     | DE— aDE | — | — | — | — | Erstveröffentlichung: 22. September 2023                    |
| Folgende Lieder erschienen nicht als Single, wurden aber durch das Album zum Download und Streaming bereitgestellt und konnten somit eine Platzierung erlangen: |                                                                | | | | | |                                                             |
| |                                                                | | | | | |                                                             |
| 2011 | Kings and Queens (Unplugged) MTV Unplugged: 30 Seconds to Mars | — | AT38 (2 Wo.)AT | — | — | — | Charteinstieg: 2. September 2011                            |

Weitere Singles
- 2002: Capricorn (A Brand New Name)
- 2003: Edge of the Earth
- 2005: Attack
- 2018: Rescue Me
- 2023: Stuck

## Statistik

### Chartauswertung
|                     | DE    | AT    | CH    | UK    | US    |
| ------------------- | ----- | ----- | ----- | ----- | ----- |
| Nummer-eins-Alben   | DE1DE | AT1AT | CH—CH | UK—UK | US—US |
| Top-10-Alben        | DE2DE | AT4AT | CH3CH | UK2UK | US2US |
| Alben in den Charts | DE5DE | AT5AT | CH5CH | UK5UK | US7US |

|                       | DE     | AT     | CH    | UK    | US    |
| --------------------- | ------ | ------ | ----- | ----- | ----- |
| Nummer-eins-Singles   | DE—DE  | AT—AT  | CH—CH | UK—UK | US—US |
| Top-10-Singles        | DE—DE  | AT—AT  | CH—CH | UK—UK | US—US |
| Singles in den Charts | DE11DE | AT10AT | CH4CH | UK7UK | US5US |

### Auszeichnungen für Musikverkäufe
| Goldene Schallplatte - Australien - 2007: für das Album A Beautiful Lie - 2010: für das Album This Is War - Brasilien - 2024: für die Single Walk on Water - 2024: für die Single This Is War - 2024: für die Single Rescue Me - 2024: für die Single Up in the Air - 2024: für die Single City of Angels - 2024: für die Single Kings and Queens - Irland - 2010: für das Album This Is War - Italien - 2011: für das Album This Is War - 2016: für das Album Love Lust Faith + Dreams - 2017: für das Album A Beautiful Lie - 2019: für die Single Dangerous Night - 2023: für die Single The Kill (Bury Me) - Kanada - 2007: für das Album A Beautiful Lie - 2018: für die Single Walk on Water - Neuseeland - 2010: für die Single Kings and Queens - 2011: für die Single From Yesterday - 2011: für die Single Closer to the Edge - 2011: für das Album This Is War - Polen - 2013: für das Album Love Lust Faith + Dreams - Portugal - 2010: für die Single Closer to the Edge - Südafrika - 2008: für das Album A Beautiful Lie - 2010: für das Album This Is War | Platin-Schallplatte - Australien - 2011: für die Single Closer to the Edge - Brasilien - 2024: für die Single The Kill (Bury Me) - Neuseeland - 2023: für das Album A Beautiful Lie - 2023: für die Single The Kill (Bury Me) - Polen - 2011: für das Album This Is War 2× Platin-Schallplatte - Belgien - 2011: für das Album This Is War - Portugal - 2010: für das Album This Is War - 2013: für das Album Love Lust Faith + Dreams |

Anmerkung: Auszeichnungen in Ländern aus den Charttabellen bzw. Chartboxen sind in ebendiesen zu finden.
| Land/RegionAuszeichnungen für Musikverkäufe (Land/Region, Auszeichnungen, Verkäufe, Quellen) | Silber     | Gold       | Platin       | Verkäufe  | Quellen                       |
| -------------------------------------------------------------------------------------------- | ---------- | ---------- | ------------ | --------- | ----------------------------- |
| Australien (ARIA)                                                                            | —          | 2× Gold2   | Platin1      | 140.000   | aria.com.au                   |
| Belgien (BRMA)                                                                               | —          | —          | 2× Platin2   | 60.000    | Einzelnachweise               |
| Brasilien (PMB)                                                                              | —          | 6× Gold6   | Platin1      | 220.000   | pro-musicabr.org.br           |
| Deutschland (BVMI)                                                                           | —          | 4× Gold4   | 2× Platin2   | 1.000.000 | musikindustrie.de             |
| Irland (IRMA)                                                                                | —          | Gold1      | —            | 7.500     | Einzelnachweise               |
| Italien (FIMI)                                                                               | —          | 5× Gold5   | —            | 155.000   | fimi.it                       |
| Kanada (MC)                                                                                  | —          | 2× Gold2   | —            | 90.000    | musiccanada.com               |
| Neuseeland (RMNZ)                                                                            | —          | 4× Gold4   | 2× Platin2   | 75.000    | radioscope.net.nz NZ2 NZ3     |
| Österreich (IFPI)                                                                            | —          | 2× Gold2   | —            | 17.500    | ifpi.at AT2                   |
| Polen (ZPAV)                                                                                 | —          | Gold1      | Platin1      | 30.000    | olis.pl                       |
| Portugal (AFP)                                                                               | —          | Gold1      | 4× Platin4   | 90.000    | Einzelnachweise               |
| Südafrika (RISA)                                                                             | —          | 2× Gold2   | —            | 40.000    | Einzelnachweise               |
| Vereinigte Staaten (RIAA)                                                                    | —          | 3× Gold3   | 3× Platin3   | 4.700.000 | riaa.com US2, Einzelnachweise |
| Vereinigtes Königreich (BPI)                                                                 | 3× Silber3 | 2× Gold2   | 3× Platin3   | 2.160.000 | bpi.co.uk                     |
| Insgesamt                                                                                    | 3× Silber3 | 35× Gold35 | 19× Platin19 |           |                               |